# 丹铅总录
《丹铅总录》，是明代文学家杨慎于嘉靖年间所著书籍。“丹铅”原指批点书籍文章所用的朱砂和铅粉，出自韩愈所著的《秋怀诗》。
杨慎博览群书，常常考校诸多书籍之异同，故而其所著笔记皆以“丹铅”为名。其所著有《丹铅余录》十七卷，《丹铅阂录》九卷，《丹铅续录》十二卷，《丹铅杂录》十卷，《丹铅别录》四卷。
丹铅总录全书共二十七卷，分天文、地理、时序、宫室、冠服、珍宝、音律、物用，花木、鸟兽、人事、人品、史籍、订讹、字学、官爵、博物、礼乐、卦名、饮食、干支、数目、怪异、身体、诗话、琐语 共二十六类。（此为其弟子梁佐删减整合）